# Hier, les enfants dansaient

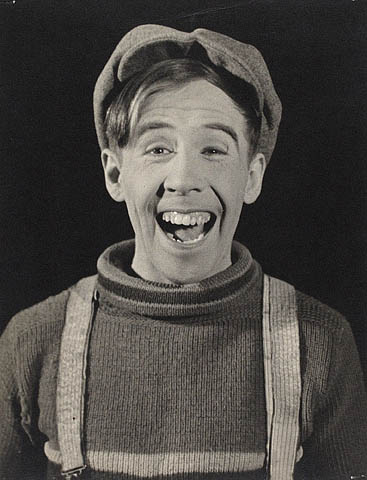
Gratien Gélinas en 1938.

Hier, les enfants dansaient est une pièce de théâtre écrite en 1966 par l'auteur québécois Gratien Gélinas.

## L'histoire
Pierre Gravel, député fédéral québécois, se voit offrir le poste de ministre de la Justice. Malheureusement, le jour-même de sa promotion, il apprend qu'un de ses fils, André, est un séparatiste québécois complotant pour détruire la statue de James Wolfe. Sous le regard de Louise Gravel, le père et le fils débattent de leurs idées et motivations.

## Création
Comédie-Canadienne, 11 avril 1966. 
Les critiques furent plutôt négatives et l'auteur « a eu bien du mal à se remettre de cet échec ».
Distribution : Yves Gélinas, Alain Gélinas, Yves Létourneau, Pierre Boucher, Jean Lajeunesse, Suzanne Lévesque et Gisèle Schmidt.

## Extraits
- « Et des suiveux, il y en a déjà trop au parlement. Pearson le chante sur tous les tons : ce qu'il nous faut, c’est un gouvernement fort ! »[5]

## Éditions

### En Français
- Les Quinze, 1988[6]
- Éditions Typo, 1999, Collection : Théâtre,  (ISBN 978-2-89295-160-8)[7]

### En anglais
- Traduit en anglais par Mavor Moore sous le titre de Yesterday, the Children Were Dancing 1967, Festival de Charlottetown, 1967

## Autour de la pièce
- Cette pièce a inspiré à Gilles Vigneault une chanson intitulée Chanson des enfants[8]